# Bōsōzoku

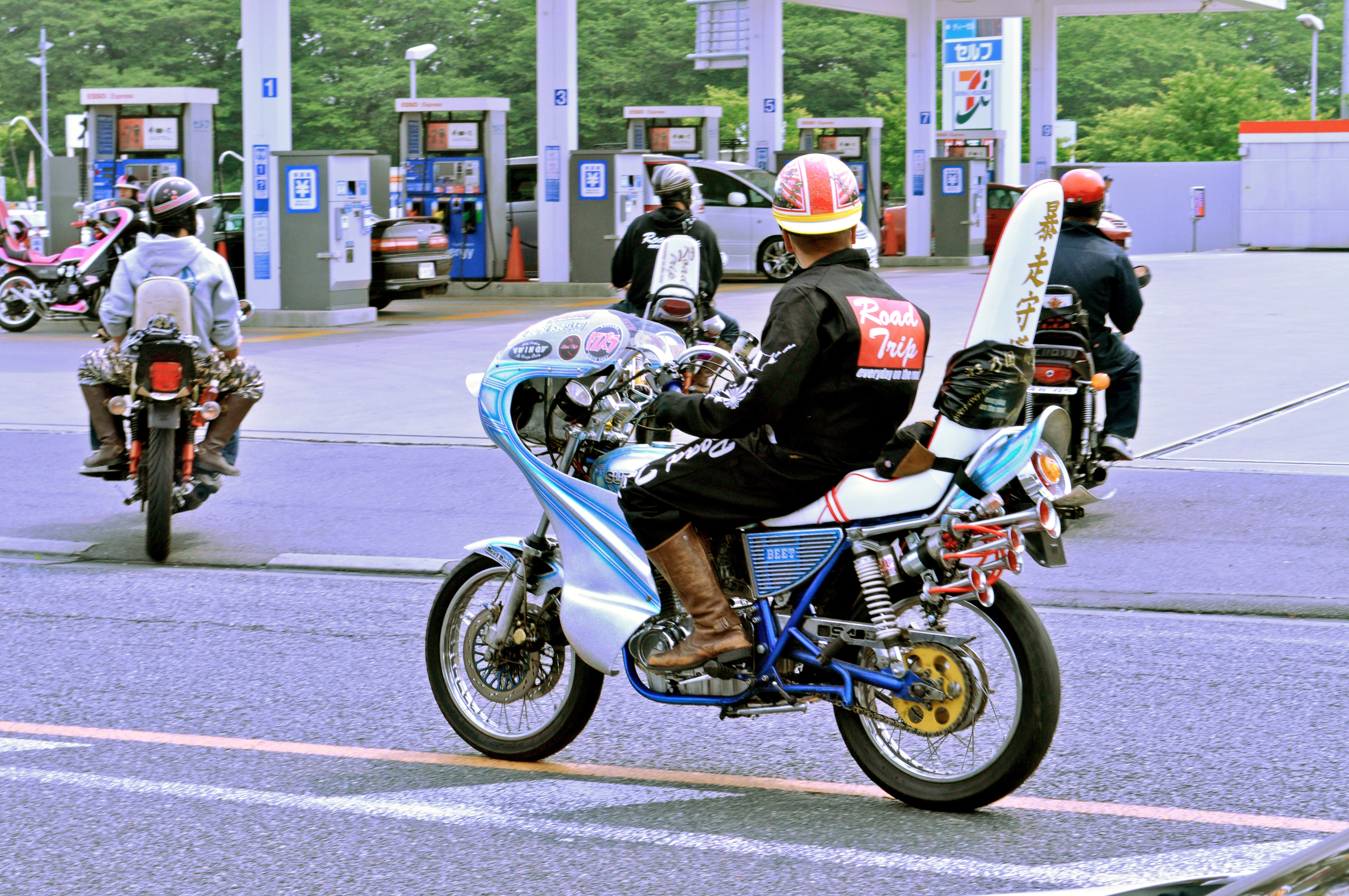
Một nhóm bōsōzoku ở Nhật Bản (Ảnh chụp năm 2013)

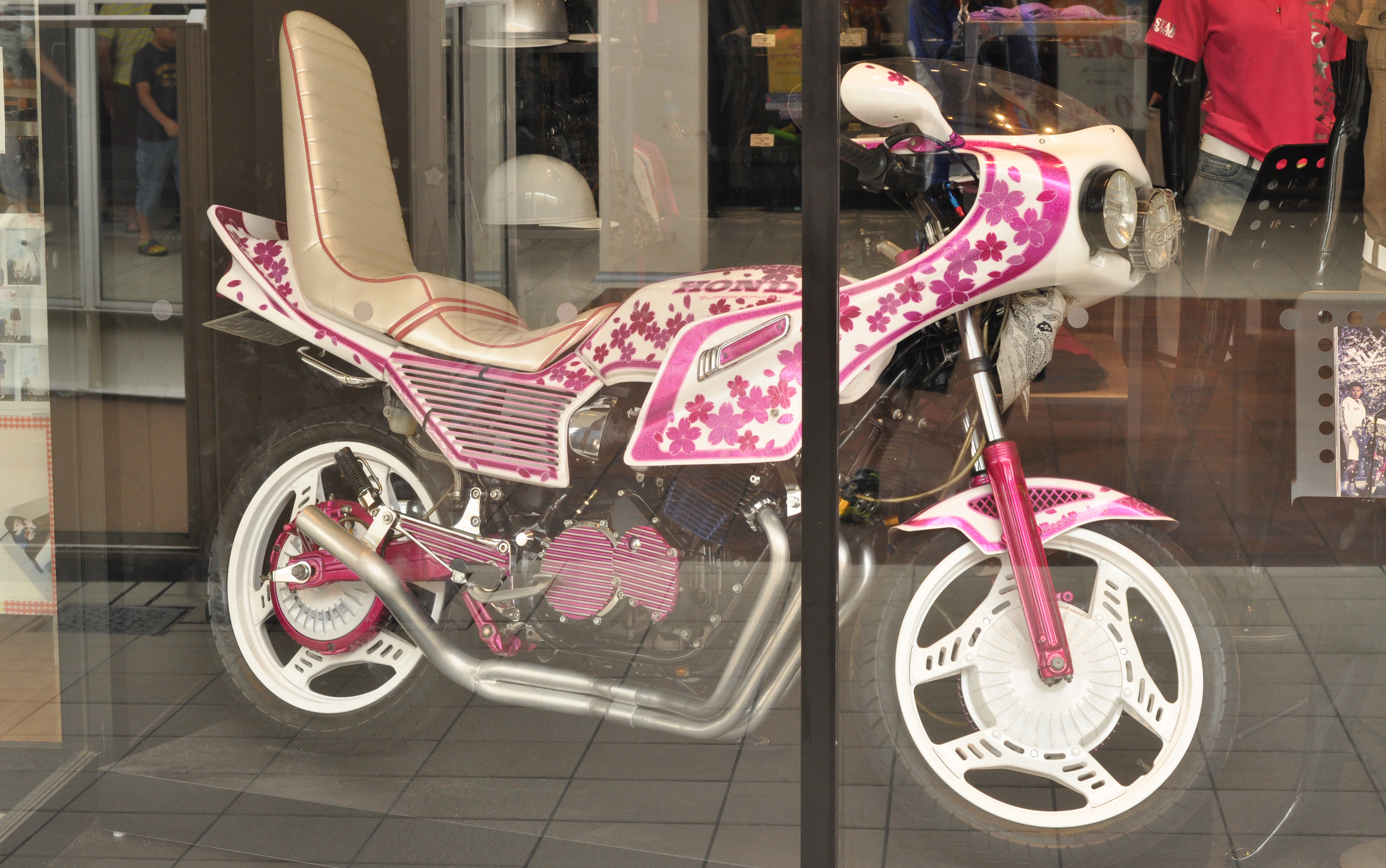
Độ xe kiểu Bōsōzoku

Bōsōzoku (暴走族 (bạo tẩu tộc) n.đ. '"tộc người chạy (xe) một cách hung bạo"' hoặc n.đ. '"tộc người chạy (xe) bạt mạng"') là một tiểu văn hóa của người trẻ Nhật Bản có liên quan tới việc độ xe môtô và xe gắn máy. Những dạng tổ lái như này đã xuất hiện lần đầu từ thập niên 1950. Sự phổ biến đã leo thang xuyên suốt những năm 1980-1990, đạt đỉnh ước tính khoảng 42.510 thành viên vào năm 1982. Số lượng sụt giảm đột ngột trong thập niên 2000 với con số được báo cáo là dưới 7.297 thành viên trong năm 2012.

### Danh mục sách tham khảo
- Fujisawa Toru. Shonan Junai Gumi (湘南純愛組！?). Shonen Magazine Comics. ISBN 4-06-312257-3
- Greenfeld, Karl Taro. Speed Tribes: Days and Nights with Japan's Next Generation. New York: HarperCollins, 1994. ISBN 0-06-092665-1.
- Sato, Ikuya. Kamikaze Biker: Parody and Anomy in Affluent Japan. Chicago: University of Chicago Press, 1998. ISBN 0-226-73525-7.
- Sasaki, Hiroto, and Tokoro Jewzo. Bukkomi no Taku: Kaze Densetsu (特攻の拓?). Shonen Magazine Comics. ISBN 4-06-312449-5.
- Yoshinaga, Masayuki. Bosozoku. London: Trolley Books, 2002. ISBN 0-9542648-3-5.